# モスクワ・フィルハーモニー管弦楽団
モスクワ・フィルハーモニー管弦楽団（モスクワ国立フィルハーモニック・アカデミー交響楽団、ロシア語: Академический симфонический оркестр Московской филармонии、英語: Moscow Philharmonic Orchestra）は、モスクワに本拠を置くオーケストラ。

## 概要
1951年、指揮者サムイル・サモスードにより創立された。当初の名称は「モスクワ・ユース管弦楽団」(英語: Moscow Youth Orchestra）だったが、1953年に現在の楽団名に改称された。
キリル・コンドラシンが首席指揮者を務めた時代に、レコーディングや、国外演奏旅行を盛んに行うようになった。1967年に初来日。チャイコフスキー国際コンクール本選のオーケストラとしても広く知られている。
冷戦時代ということもあり、西側各国の公演は好意的に迎えられることが多かったが、1970年1月20日にアメリカ合衆国ワシントンD.C.で行われた演奏会では、ソビエト連邦のユダヤ人の処遇に抗議する若者らが演奏を妨害する事件も起きた。

## 歴代首席指揮者等
- サムイル・サモスード（1951年 - 1957年）
- ナタン・ラフリン（1957年 - 1960年）
- キリル・コンドラシン（1960年 - 1975年）
- ドミトリー・キタエンコ（1976年 - 1990年）
- ワシリー・シナイスキー（1991年 - 1996年）
- マルク・エルムレル（1996年 - 1998年）
- ユーリ・シモノフ（1998年 - ）